# Microrregión de Rondonópolis
La Microrregión de Rondonópolis es una de las microrregiones del estado brasilero de Mato Grosso perteneciente a la mesorregión Sudeste Mato-Grossense. Su población fue estimada en 2006 por el IBGE en 250.598 habitantes y está dividida en ocho municipios. Posee un área total de 23.854,413 km².

## Municipios
- Dom Aquino
- Itiquira
- Jaciara
- Juscimeira
- Pedra Preta
- Rondonópolis
- São José do Povo
- São Pedro da Cipa

- Datos: Q962423